# Commodity Futures Trading Commission
Die Commodity Futures Trading Commission (CFTC) mit Sitz in Washington, D.C. ist eine unabhängige Behörde der Vereinigten Staaten und reguliert die Future- und Optionsmärkte in den USA.
Die CFTC hat gemäß dem The Commodity Exchange Act (CEA), 7 USC § 1 ff. den Schutz von Handelspartnern vor Manipulationen, missbräuchlichen Handelspraktiken und Betrug zur Aufgabe. Sie soll Märkte beaufsichtigen bzw. regulieren, die volkswirtschaftlich wichtige Aufgaben erfüllen. Sie veröffentlicht regelmäßig den erstmals am 6. Oktober 1992 erschienenen Commitment of Traders Report (CoT), in der heute bekannten Form wöchentlich jeden Freitag um 15.30 Uhr (Eastern Time) bzw. 21:30 Uhr (MEZ) auf der Website der CFTC.

## Beaufsichtigte größere Börsen
- Chicago Board Options Exchange
- Chicago Board of Trade
- Chicago Mercantile Exchange
- U.S. Futures Exchange
- Kansas City Board of Trade
- Minneapolis Grain Exchange
- New York Mercantile Exchange
- ICE Futures U.S. (früher „New York Board of Trade“)

## Sonstiges
Im Frühjahr 2010 machte die CFTC eine Anhörung zu der Frage, ob bzw. wie die Preise von Gold und Silber beeinflusst bzw. manipuliert worden seien. Anlass für diese Anhörung waren Informationen, die durch den Whistleblower Andrew Maguire Ende 2009 bekannt geworden waren.